# Statuia Dr. Ioan Rațiu din Turda
Statuia Dr. Ioan Rațiu este opera sculptorului Cornel Medrea și a fost inaugurată la Turda pe 7 iunie 1930, este amplasată în micul parc din Piața 1 Decembrie 1918 (fosta Piața Regina Maria), în fața Primăriei. 
Statuia Dr. Ioan Rațiu este înscrisă pe lista monumentelor istorice din județul Cluj, elaborată de Ministerul Culturii din România în anul 2015 (cod LMI CJ-III-m-B-07823).

## Descriere
Statuia îl reprezintă pe Dr. Ioan Rațiu în timpul procesului memorandiștilor de la Cluj, din mai 1894, când a rostit cunoscuta sintagmă: „Existența unui popor nu se discută, ci se afirmă”, reprodusă și pe placa de bronz de pe soclul statuii. Monumentul a fost creat din bronz, la inițiativa lui Augustin Rațiu (nepotul memorandistului), I. Moldovan și a Asociației Avocaților. Pe două din laturile postamentului există basoreliefuri: basorelieful din stânga soclului îl înfățișează pe Dr. Ioan Rațiu la proces, iar în dreapta soclului basorelieful reprezintă pe moți conduși de Avram Iancu. (Dr. Ioan Rațiu a fost tribun în armata lui Avram Iancu). La baza statuii (jos în față) este așezată o coroană de lauri, realizată de maestrul Feurdean. Împrejmuirea din piatră și soclul statuii au fost realizate de pietrarul Eduard Schnabel din Deva. Costurile ridicării acestui monument s-au ridicat la suma de 506.847 lei. La ceremonia de dezvelire au participat episcopul  Iuliu Hossu, protopopul Ion Agârbiceanu, Valeriu Moldovan, Emil Racoviță și alții.

## Galerie de imagini

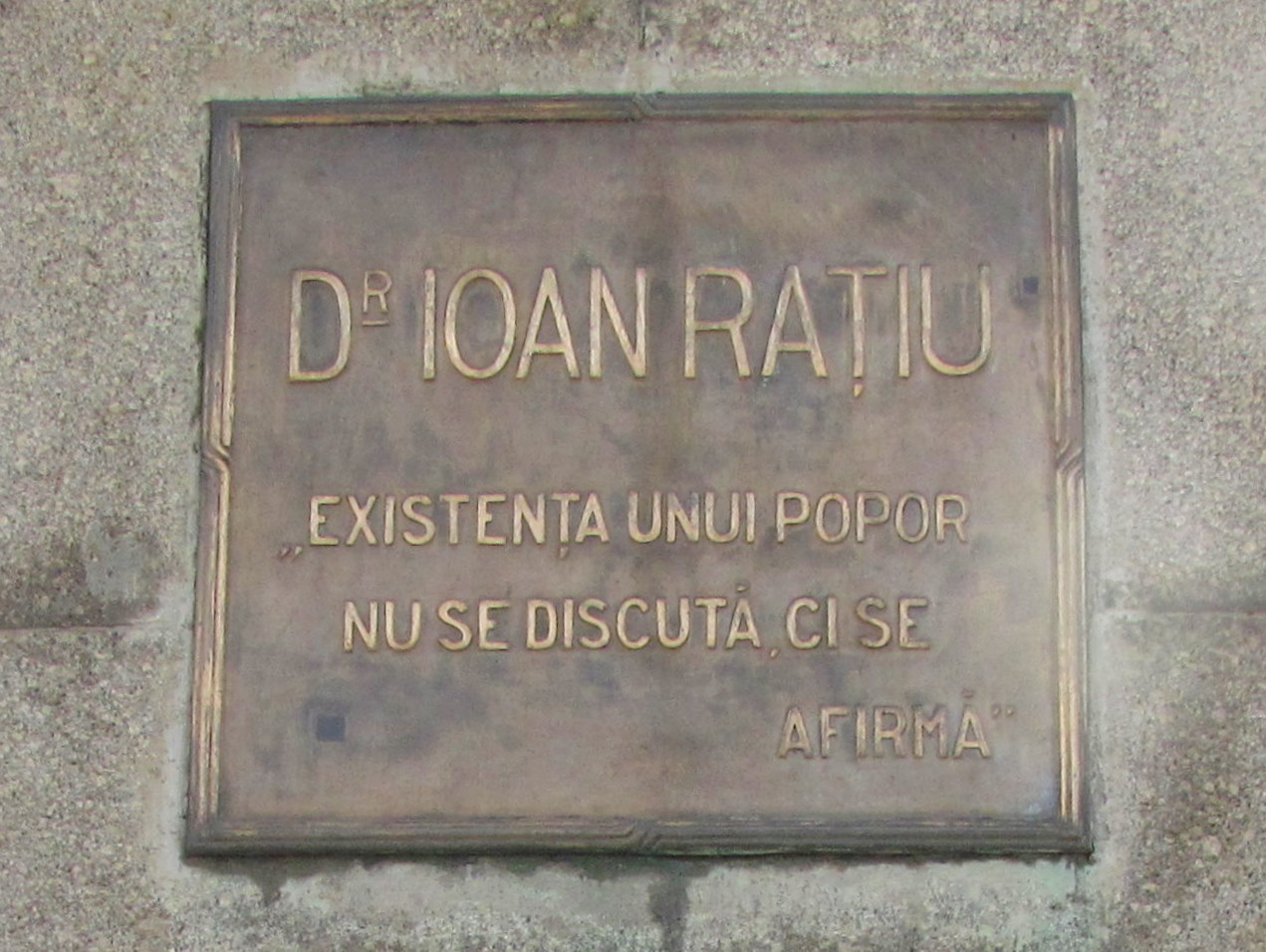
Statuia Dr.Ioan Raţiu (inscripţie)
- Marele Arbore Genealogic al Familiei Ratiu de Noslac (Nagylak), fond alb, 17.01.2022